# Sajószöged
Sajószöged é um município da Hungria, situado no condado de Borsod-Abaúj-Zemplén. Tem 13,62 km² de área e sua população em 2015 foi estimada em 2.182 habitantes.